# Linijska ladja
Línijska ládja je tip težke močno oborožene lesene vojne ladje na jadra, predhodnice oklepnice in bojne ladje.

## Poimenovanje
Tako se imenuje zato, ker je bila namenjena pomorskemu bojevanju »v prvi liniji«.  Navodila, ki jih je leta 1653 izdalo Britansko pomorsko poveljstvo, so predvidevala, da se te ladje zoperstavijo sovražniku v strjeni ravni črti - »liniji«, za kar so bile tudi primerno opremljene. Zato so v bojnem razporedu plule ena ob drugi, v liniji. Od tod njihovo poimenovanje v nekaterih jezikih.
Danes se naziv linijska ladja uporablja predvsem za potniške ladje, ki redno plujejo po določeni progi-liniji.

## Angleška flota
Linijsko ladjo so razvili Angleži v drugi polovici 16. stoletja iz manjše galease, da bi lahko nosila več topov. Ladje so imele po dve ali tri pokrite palube, tri jambore s križnimi jadri in na kljunu prečnik. Topovi so bili razmeščeni bočno na dveh ali treh pokritih palubah. Prvi tipi so bili Ark Royal, Dreadnought (okrog 800 t spodrinjene vode) in Prince Royal (1187 t), ki so jih gradili v letih 1588 in 1610. Na dveh pokritih palubah so imele po 20 topov (težkih 32, 24 in 18 funtov) in na zgornji, nepokriti palubi še nekaj 9 funtnih topov. Želja po še močnejši oborožitvi je pripeljala do tipa Sovereign of the Seas (1680 t) s 104 topovi. Enako ime je nosilo potem še več ladij.
Veliko linijskih ladij je bilo zgrajenih med angleško-nizozemskimi vojnami v letih 1652-74. 

## Nizozemska flota
Za razliko od Angležev, ki so še naprej gradili tripalubne ladje, so se Nizozemci omejili na dvopalubne linijske ladje, od katerih so najbolj poznane De Seven Provinzen admirala de Ruyterja in Gouden Leew z 80 topovi ter Eendracht s 70 topovi. Nizozemske linijske ladje so bile prilagojene plitvim morjem. imele so ravno dno in majhen ugrez in bile zato v globokem morju manj stabilne od angleških in francoskih. Bile so tudi počasnejše, manj okretne in slabše oborožene. Topov je bilo manj in najtežji so bili 36-funtni.

## Druge Evropske flote
Po zgledu Angležev so Francozi leta 1630 zgradili dvopalubno linijsko ladjo Courrone (800 t) in leta 1653 tripalubni Soleil Royal (1940 t, 110 topov) in Louis Royal (1800 t). Na tripalubnih francoskih ladjah so bili topovi na spodnji palubi 48-funtni, srednji 18-funtni in zgornji pokriti palubi 12-funtni.
V drugi polovici 17. stoletja so mornarice uvedle klasifikacijo vojnih ladij po borbeni vrednosti v 4 razrede. Standardizirali so kaliber topov.
V 18. stoletju so linijske ladje še izpopolnili. S spremembami v konstrukciji so pridobile večjo hitrost, stabilnost in okretnost. S povečanjem dolžine je bilo mogoče 80 topov razmestiti na dve palubah, tako da so postale tudi nižje; tripalubne so bile samo še komandne ladje, ki so potrebovale prostor za štab. Zlasti Francozi so v času Ludvika XIV. razkošno okraševali krme, ki so imele spodnji balkon zastekljen.
Linijske ladje so v 18. stoletju veljale za jedro pomorske moči. Leta 1783 je imela Velika Britanija 174 linijskih ladij, Francija 89, Španija 53, Nizozemska 32 in Rusija ob koncu stoletja 60 linijskih ladij. Sredi 19. stoletja so bile največje linijske ladje britanska Queen (4476 t) s 110 topovi in francoska Ville-de-Paris (5030 t) s 114 topovi.

## Zadnje linijske ladje
V sredini 19. stoletja so se pojavile linijske ladje z vijaki in parnimi stroji, ki pa so še obdržale tudi jadra. Prva taka ladja je bil leta 1852 zgrajeni francoski Napoléon (5047 t), v naslednjih desetih letih so Francozi zgradili še 8 takih. V istem času je Britanija gradila parne linijske ladje tipov Victoria (6500 t), Duke of Wellington (4500 t) in Albert Royal (okrog 3200 t).
Po krimski vojni (1853-1856), v kateri so se britanske lesene linijske ladje pokazale nemočne proti sevastopolskim topovom, so namesto njih začeli graditi oklopljene bojne ladje.